# Daniel Huss
Daniel Huss est un footballeur international luxembourgeois, né le 4 octobre 1979.

## Carrière
Formé au CS Grevenmacher, il part un temps en Belgique au Standard de Liège puis en Allemagne au 1. FC Kaiserslautern, sans jamais apparaître avec les équipes premières.
À 19 ans, il fait ses débuts dans le championnat luxembourgeois au sein de son club formateur pour la saison 1998-1999.
Avec le CS Grevenmacher, il remporte le doublé Coupe-Championnat en 2003 ; cette même saison, il est sacré meilleur buteur du championnat avec 22 réalisations.
Il remporte une nouvelle fois la coupe en 2008 en battant 4 buts à 1 le Victoria Rosport.
Une nouvelle fois meilleur buteur du championnat en 2010, il est élu en même temps joueur du Luxembourg de l'année.

## Sélection nationale
Il fait ses débuts avec la sélection en février 2000 à l'occasion d'une rencontre amicale contre l'Irlande du Nord. Il totalise 47 capes pour 3 buts et a joué 12 matchs de qualifications à une phase finale de coupe du monde.

## Palmarès
- Championnat du Luxembourg :
  - Champion : 2003

- Coupe du Luxembourg :
  - Vainqueur : 2003 et 2008

- Joueur du Luxembourg de l'année : 2010